# Sneeuwengel

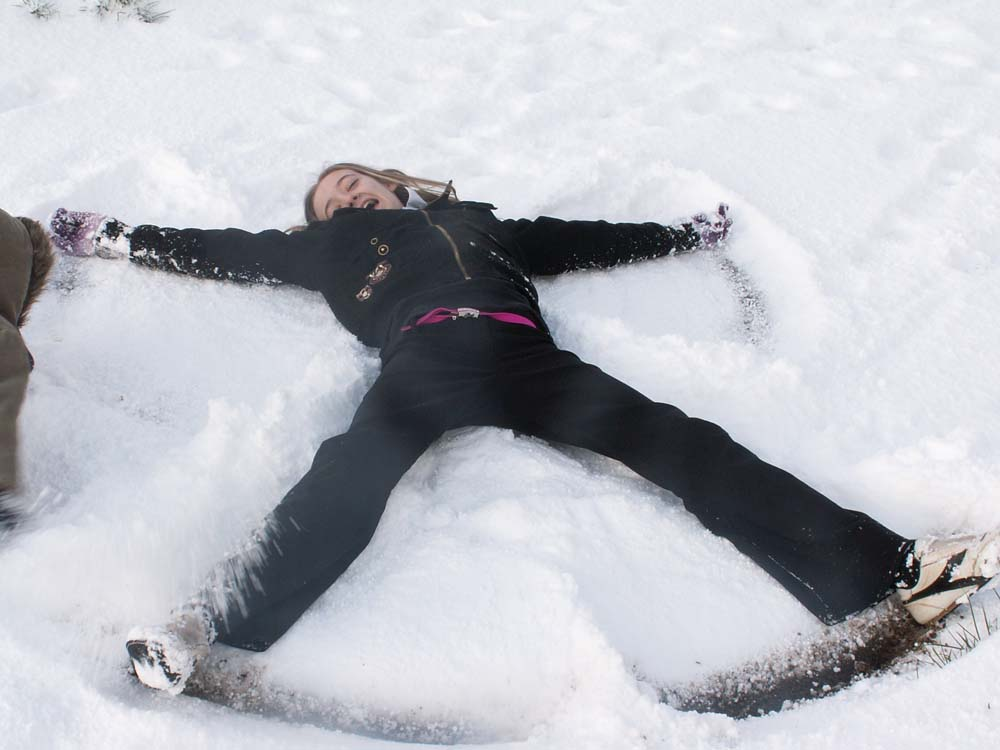
Een kind maakt een sneeuwengel.

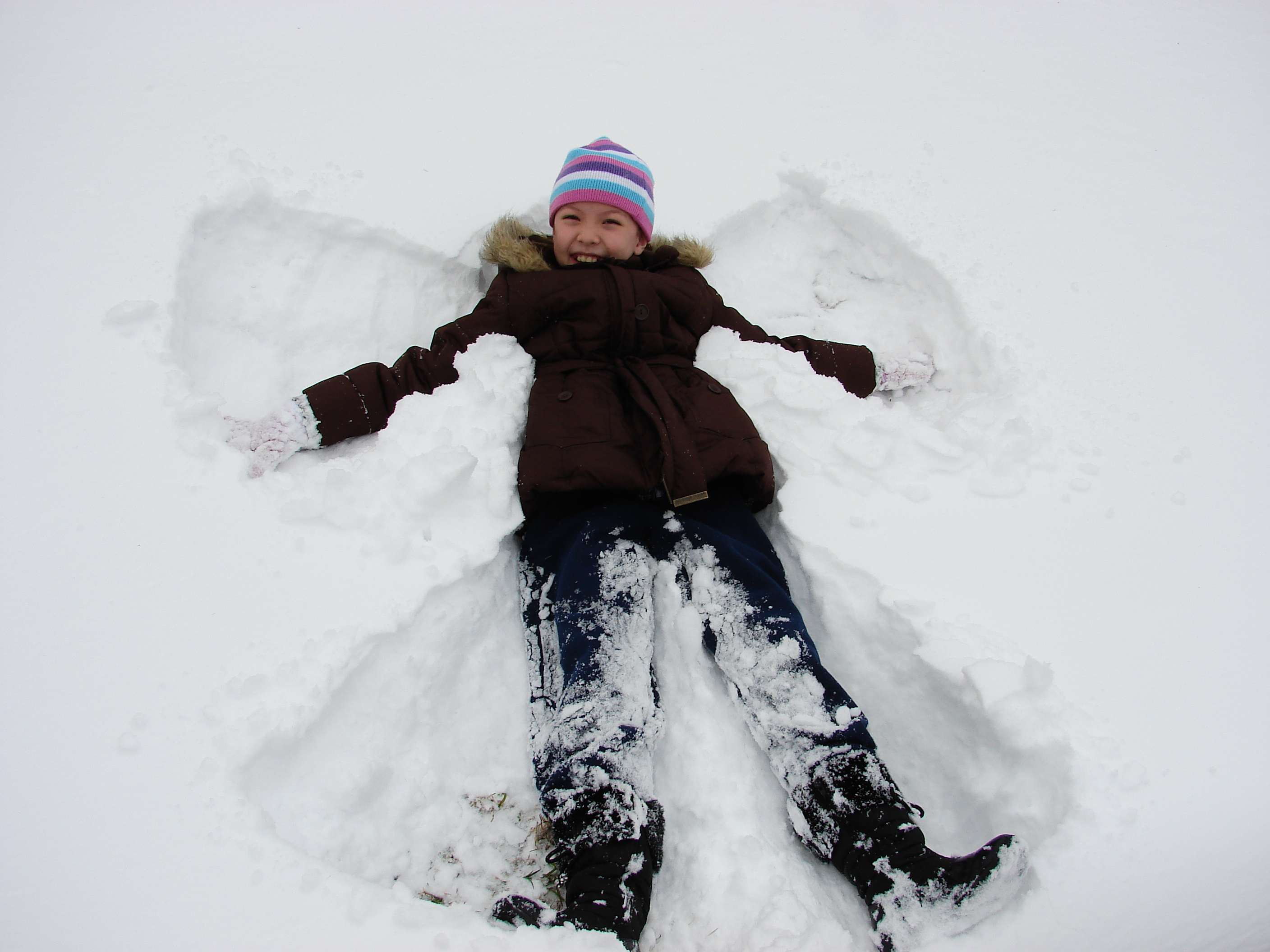
Een andere sneeuwengel wordt gecreëerd.

Een sneeuwengel is een door mensen gemaakte afdruk in de sneeuw in de vorm van een engel. Het maken van een sneeuwengel is een veelvoorkomend spel van de jeugd.

## Techniek
De creatie van de sneeuwengel is een eenvoudig proces. De eerste stap is het vinden van een ongestoord vlak van sneeuw. De volgende stap is dat men op de rug gaat liggen met uitgestrekte armen en benen in het midden van de sneeuw. De ledematen worden vervolgens heen en weer geveegd waardoor er een trog gecreëerd wordt in de sneeuw. Als het klaar is, moet de sneeuwengel de vorm hebben van een engel waarbij door de beweging van de armen de vleugels zijn gevormd en een jurk door die van de benen.

## Huidige wereldrecord
Op 28 maart 2007 bevestigde Guinness World Records dat North Dakota het wereldrecord heeft van de meeste sneeuwengelen gelijktijdig op een plaats. Het breken van het record vond plaats op 17 februari 2007 toen 8962 sneeuwengelen werden geschapen door mensen liggend in de sneeuw zwaaiend met hun armen in Bismarck.